# 𰒦簋
簋，是一件铸造于西周中期的青铜簋，1975年出土于陕西省扶风县庄白村，现藏于扶风县博物馆。造型和装饰颇见匠心，双耳作鸟形圆雕，器身和器盖各饰对称大鸟纹。盖和腹内各有铭文11行134字，为现存商周青铜簋中铭文字数最多，内容涉及周与淮夷的战争。

## 出土
1975年3月，陕西省扶风县法门公社庄白大队白家生产队社员在犁地时发现一批18件西周青铜器，多件铭文中有人名（即伯雍父），为周穆王时期物。其中，方鼎甲、方鼎乙、簋的铭文篇幅较长，用语、书写风格相近，所记内容关系密切，记述了同一件事的始末。

## 外形
簋高21厘米，口径22厘米，腹深12.5厘米。器身呈碗钵形，侈口、束颈、垂腹；双半环耳；矮圈足；有盖，盖顶有圈足形捉手。
簋的造型和装饰颇见匠心，堪称精良之作。双耳作鸟形圆雕，两鸟直立背对，昂首、竖冠、挺胸，垂珥作鸟足形。以两耳为界，器身分为两面，两面颈部中间各有一个突起的小兽首。两面均以雷纹为地，饰两只大鸟。两鸟呈軸對稱，面向对方，冠羽、尾羽长至垂地，卷曲而繁复。器盖同样饰四只两两相对的大鸟。
| - 耳作鸟形圆雕 - 器身鸟纹拓片 |

## 铭文
器盖和器腹内均有铭文，内容和行款完全相同，皆11行、每行12字，再加2个重文，共134字。据铭文记载：某年六月乙酉，率领军队在棫林和胡与侵袭的戎人交战，凭借亡母的保佑，大获全胜，斩首100级，俘虏2人，缴获各类兵器、甲胄135件，救出被俘的周人114人，而自己毫发无伤，于是制作此簋以颂扬和祭祀亡母。
簋铭文中的“戎”，方鼎乙铭文中称为“𣼲戎”。据裘锡圭等的看法，交战的“棫林”和“胡”在今河南郾城一带，“𣼲戎”即淮河流域的淮夷。据传世文献记载，穆王时期，东夷进犯宗周，周人予以强力反击。簋铭文可以与此史事相联系。
| - 器腹铭文 - 器盖铭文 - 器盖铭文拓片 |